# Szeleta
Szeleta – jaskinia położona w paśmie Gór Bukowych na Węgrzech, niedaleko Lillafüred. Górnopaleolityczne stanowisko archeologiczne, eponimiczne dla kultury szeleckiej.
Całkowita długość jaskini wynosi 115 m. Po raz pierwszy została przebadana w latach 1906-1913 przez Ottokára Kadića i Jenő Hillebranda; prace archeologiczne kontynuowano w okresie dwudziestolecia międzywojennego oraz po II wojnie światowej. Wewnątrz jaskini wyodrębniono 7 kolejno następujących po sobie poziomów stratygraficznych, z czego poziom 1 nie zawierał żadnych artefaktów, poziom 2 odpowiadał prawdopodobnie okresowi paleolitu środkowego, poziomy 3-6 zajmowane były przez kulturę szelecką, zaś poziom 7 obejmował okres neolitu, epoki brązu i epoki żelaza. Wczesna faza szelecka (datowana na ponad 40 tys. lat temu) oddzielona jest od fazy późnoszeleckiej (datowanej na ok. 31 tys. lat temu) sterylną warstwą, związaną przypuszczalnie z okresowym pobytem w jaskini ludności oryniackiej.